# The Breach (phương tiện truyền thông)
The Breach là một trang tin tức trực tuyến của Canada, ra mắt vào ngày 10 tháng 3 năm 2021, để cung cấp báo cáo, phân tích và video do người đọc và người xem hỗ trợ về các vấn đề như phân biệt chủng tộc, bất bình đẳng kinh tế, chủ nghĩa thực dân và biến đổi khí hậu. Những người đóng góp cho trang wweb bao gồm nhà văn bản địa, luật sư và giáo sư Pamela Palmater, nhà báo El Jones và Linda McQuaig, học giả pháp lý Azeezah Kanji và nhà làm phim tài liệu Avi Lewis.
Breach hứa hẹn cung cấp báo chí điều tra "sự đối nghịch", phơi bày những bất công mạnh mẽ hơn các tờ báo của công ty hoặc CBC, đài truyền hình công cộng của Canada. "Chúng tôi tin rằng báo chí có thể đáng tin cậy trong khi vẫn cởi mở về các cam kết của mình: truyền cảm hứng cho hành động, kể những câu chuyện về những người đang cải tạo xã hội và khuếch đại tầm nhìn về một thế giới mới để cùng nhau chiến thắng", The Breach thông báo trên trang web của mình.
Tại Quốc hội, Elizabeth May của Đảng Xanh trích dẫn báo cáo từ The Breach cho thấy mối quan hệ chặt chẽ giữa chính phủ liên bang và ngành dầu khí của Canada, một chủ đề mà ấn phẩm này theo đuổi trong các bài báo sau này.
The Breach là sự kế thừa của The Dominion, một ấn phẩm độc lập, phi lợi nhuận ra mắt năm 2003.